# Uniforme de general
„Uniforme de general” este o nuvelă scrisă de Mircea Eliade în decembrie 1971 la Chicago și New York (SUA) și publicată în anul 1973 în revista Ethos din Paris. Nuvela a fost inclusă apoi în volumul În curte la Dionis, tipărit în anul 1977 de Editura Caietele Inorogului din Paris și reeditat în anul 1981 de Editura Cartea Românească din București. Tematica centrală a acestei nuvele o constituie problematica teatrului, adică mai precis revitalizarea sacrului, revelarea sensului existenței și salvarea spiritului prin intermediul spectacolului.
Nuvela evocă o întâlnire ratată cu sacrul a violoncelistului Antim, care-și trădase adevărata vocație de artist și suferise o regresiune spirituală datorită neputinței de a recunoaște misterul revelației și de a înțelege că imaginația poate schimba realitatea. El își întrerupe ascensiunea către Cer, ratând astfel împlinirea într-un spațiu transcendent.
Nuvelele „Uniforme de general” și „Incognito la Buchenwald...” și romanul Nouăsprezece trandafiri formează un ciclu, care-l are ca personaj principal pe Ieronim Thanase; cele trei scrieri se deosebesc de celelalte povestiri fantastice ale lui Eliade prin faptul că experiența supranaturalului este aici căutată deliberat.

## Rezumat
Într-o noapte de toamnă din anii '50, tânărul actor Ieronim Thanase pătrunde pe furiș, împreună cu Vladimir Iconaru (un licean pe care-l întâlnise pe stradă), în podul unei case vechi din centrul Bucureștilor, cu scopul de a împrumuta două uniforme de general pentru o reprezentație teatrală, precum și de a-i arăta însoțitorului său mai multe vechituri și o impresionantă colecție de fluturi. Casa, care îi aparținuse mătușii tatălui său, văduva generalului erou Iancu Calomfir, se șubrezise în urma bombardării București în timpul celui de-al Doilea Război Mondial și era acum aproape părăsită. Cei doi se îmbracă în uniformele de general scoase din cuferele prăfuite, iar Ieronim rezumă cu fantezie întâmplările ca într-un spectacol de teatru și încearcă să evoce într-un mod romanțios istoria misterioasă a familiei Calomfir. Vizita capătă astfel o semnificație simbolică, reprezentând o călătorie misterioasă într-un timp demult dispărut.
Incursiunea nocturnă în pod este întreruptă de sosirea neașteptată în casă a violoncelistului Manolache Antim (o rudă bătrână și mai îndepărtată a lui Ieronim), împreună cu noua sa elevă, Maria Daria Maria. Muzician excepțional remarcat de Pablo Casals, el citise în copilărie o povestire misterioasă care-i revelase caracterul sacru al artei și trăia obsedat de ideea că și-a ratat adevărata vocație, cântându-le oamenilor în loc să le cânte zeilor. Obsesia sa cu privire la acest aspect se reflectase și în viața sa sentimentală, iar fiecare femeie, căreia îi istorisea descoperirea sa, se despărțea de el; au fost rupte astfel trei logodne. Audiind un pasaj cântat de Maria Da Maria (care afirmase anterior că muzica are rolul de a elibera îngerul care zace în om și de a-l face să-și ia zborul, înălțând astfel și sufletul omului), profesorul Antim își dă seama că interpretarea ei la violoncel întrece tot ce înțelesese el până atunci din muzică și că fata, deși îi este elevă, are un talent superior.
Surprinși de Antim, tinerii coboară din pod, iar Ieronim își narează propria poveste de copil-minune în lumea teatrului, afirmând că a redescoperit „sensul și funcția spectacolului” ca asumare activă a existenței („a privi tot ce se petrece în lume ca spectacol. Asta înseamnă că putem interveni oricând, prin imaginație, și putem modifica spectacolul așa cum vrem noi…”, adică imaginea lumii ca teatru definită prin conceptul „theatrum mundi”) și a reinventat arta dramatică. Perspectiva istorică poate fi transformată astfel într-un timp mitic, în care existența omului devine interpretarea unui rol, iar „cât timp ne vom putea costuma și vom putea juca, suntem salvați!”.
Planurile narațiunii se întrepătrund, iar povestea tinerilor și povestea violoncelistului și a elevei sale sunt prezentate în paralel, cu flashback-uri în trecutul personajelor. Timpul trece, iar Vladimir decide să plece spre casă, fiind condus de Ieronim și Maria Da Maria, ce își continuă apoi plimbarea împreună. Rămas singur, Antim deschide ultima sticlă de brandy și este trezit din starea de somnolență de una din numeroasele sale logodnice care-l aduce, după ce traversează cadrul de lumină al oglinzii din salon, într-o enormă sală de concerte și-l trage după ea pe o scară de marmură care urca la nesfârșit către un loc unde erau așteptați. El se oprește pentru o clipă să asculte ce se cântă în sală, iar fata necunoscută dispare fără urmă.

## Personaje
- Ieronim Thanase — tânăr actor, care a devenit cunoscut în perioada în care era copil-minune în trupa Teatrului Municipal. Dezamăgit de public și, în general, de existență, el izbutește să uite tot ce a învățat și redescoperă sensurile adevărate ale spectacolului.[2] Joacă în prezent pe scena unui teatru experimental, unde poate să interpreteze potrivit propriei imaginații.
- Manolache Antim — celebru violoncelist ce a cântat într-un cvartet din Viena și face parte în prezent din orchestra Filarmonicii din București. Este obsedat de vocația religioasă a artei[7] și consideră că și-a trădat idealul artistic.
- Maria Daria Maria (Maria Da Maria) — o tânără absolventă de Conservator, admiratoare fanatică a violoncelistului Antim și o artistă de valoare.[2]
- Vladimir Iconaru — elev în clasa a VII-a la Liceul „Gheorghe Lazăr”, entomolog amator pasionat de coleoptere. Este originar din satul Adunați (județul Olt), fiind fiul unui învățător invalid de război.

## Scrierea și publicarea nuvelei
Nuvela „Uniforme de general” a fost scrisă în decembrie 1971 la Chicago și New York (SUA), după cum menționează însuși autorul la sfârșitul scrierii. Prima sa publicare a avut loc în numărul inaugural (caietul nr. 1/1973) al revistei Ethos din Paris (Franța), ce a apărut în anul 1973 sub redacția lui Ioan Cușa și Virgil Ierunca. Ea a fost inclusă, alături de alte nuvele scrise de Mircea Eliade după 1967 și publicate în diferite reviste sau broșuri din străinătate, în volumul În curte la Dionis (pp. 133–188), tipărit în anul 1977 de Editura Caietele Inorogului din Paris.
Prima publicare în România a nuvelei „Uniforme de general” a avut loc abia în anul 1981, când Editura Cartea Românească din București a tipărit volumul În curte la Dionis, care cuprindea cele șase nuvele ce apăruseră în volumul omonim parizian, nuvelele „Pe strada Mântuleasa...” și „Tinerețe fără tinerețe”, plus alte opt nuvele postbelice scrise în perioada 1945–1965 (șapte dintre ele apăruseră anterior în volumul La țigănci și alte povestiri (Editura pentru literatură, București, 1969), iar cea de-a opta era „O fotografie veche de 14 ani”).

## Analiză literară

### Locul nuvelei în literatura fantastică a lui Mircea Eliade
Eseistul și istoricul religiilor Ioan Petru Culianu considera că există trei perioade de creație în proza fantastică a lui Eliade. Nuvelele scrise în perioada de dinainte de război au influențe folclorice, fenomenele paranormale (vampirism, întâmplări magice, călătorii misterioase în timp și spațiu) sunt presupuse a fi reale, iar revelarea sacrului este realizată de către un specialist inițiat (precum Andronic, dr. Zerlendi sau Swami Shivananda). Începuturile perioadei de creație din exil sunt marcate de elaborarea teoriei miracolului irecognoscibil, iar întâmplările fantastice (perceperea unei discontinuități temporale) sunt trăite de către un personaj inocent, „ingenuul, idiotul prin excelență al esoterismului arthurian medieval” extras din mitul lui Parsifal (cavalerul sărac cu duhul din miturile germane). În ambele cazuri are loc o irupție a fantasticului în cotidian.
Cea de-a treia perioadă de creație se deosebește de primele două printr-o încercare de „recuperare a tuturor celor ce suferă, a conștiințelor în derivă”, această metamorfoză ieșind la iveală începând cu nuvela „Uniforme de general”, ce inaugurează un întreg ciclu (format din nuvelele „Incognito la Buchenwald...”, „Les Trois Grâces”, „Pelerina”, „Tinerețe fără de tinerețe” și „Dayan”, precum și din romanul Nouăsprezece trandafiri) pe care Culianu l-a denumit „ciclul spectacolului și al criptografiei”. Nuvela „În curte la Dionis” (1968) face trecerea între „ciclul idiotului” și „ciclul spectacolului”.

### Tema nuvelei
Opera lui Mircea Eliade urmărește recuperarea sacrului și a memoriei mitice; căile de acces către realitatea primordială sunt religia și teatrul. Regăsirea memoriei mitice (anamneza) determină o integrare a timpului uman în periodicitatea cosmică și eternitatea divină.
Tema principală a nuvelei „Uniforme de general” o reprezintă revelarea sensului existenței și salvarea spiritului prin intermediul spectacolului de teatru (potrivit lui Eugen Simion) sau „tema teatrului ca mijloc de evadare din timp” (după cum considera criticul Alex. Ștefănescu). Teatrul dobândise în ultimele secole o latură socială pronunțată, fiind considerat tot mai mult o activitate profană. Mircea Eliade respinge această concepție prin cele trei povestiri care se referă exclusiv la activitatea teatrală și în care personajul comun, Ieronim Thanase, lansează o teorie a teatrului, care integrează ideile științifice ale autorului despre mituri, simboluri și sacralitate. Teatrul devine în această accepțiune un mijloc de cucerire a libertății individului într-o societate dominată de restricții, în care pe parcursul unui spectacol de teatru de câteva ore pot avea loc întâmplări ce se petrec în realitate pe parcursul unei vieți de om. Un individ poate călători astfel prin stimularea imaginației într-o lume paralelă. Spectacolul îndeplinește rolul de catalizator al procesului de anamneză.
Narațiunea este formată din două scene care se derulează separat pentru a se uni apoi într-un singur spectacol. Prima scenă este reprezentată de incursiunea nocturnă în podul unei case vechi (casa văduvei generalului Calomfir) realizată de Ieronim Thanase, un fost copil-minune al Teatrului Municipal, și Vladimir Iconaru, elev de liceu și entomolog amator. Întâlnirea celor doi avusese loc cu două zile înainte pe maidan, elevul inocent fiind ales ca însoțitor în expediție datorită faptului că ducea în mână un porumbel rănit, părând a fi un mesager într-un oraș care pierduse sensul sacrului. Povestite de Ieronim, întâmplările capătă un aer mitic, iar situația reală pare mult prea săracă față de ceea ce s-ar fi putut întâmpla, simbolizând o superioritate a imaginației asupra realului. Versiunea lui Vladimir este diferită, fiind desacralizată: el a venit în pod pentru a fura o colecție de fluturi, a prins porumbelul pentru că era rănit și s-a îmbrăcat în uniforma de general pentru că-i era frig. Există așadar trei variante ale poveștii: evenimentul real, versiunea mitificată a lui Ieronim și versiunea prozaică a elevului.
Lumea este imaginată astfel ca un spectacol de teatru, în care elementele reale capătă rolul de semne ale unei lumi sacre camuflate. Personajele pot fi împărțite în două categorii: unii recunosc miturile și construiesc spectacolul (precum Ieronim sau Maria Daria Maria), iar alții sunt mesageri ai miturilor și personaje în spectacol (precum naivul Vladimir). O întâmplare simplă poate dobândi un sens simbolic care, prin deducție sau decodificare, poate aduce o revelație. Teatrul poate transforma astfel o existență istorică într-una mitică, prin schimbarea perspectivei.
Urmaș a două familii, Ieronim este naratorul acestor povești, pe care le interpretează și le conferă un aspect mitic. Un spectacol la care a participat în copilărie în noaptea de Sfântul Ioan i-a marcat existența, îndreptându-l către cariera de actor. Odată ce crește, simte cum publicul și ceilalți actori îl obligă să joace roluri pe care nu și le dorea și îi secătuiesc imaginația, prin impunerea unor restricții asemănătoare cu bătaia cu vergile peste degete a Mariei Da Maria de către o mulțime „compactă, rea, fără figură”. Se revoltă și părăsește teatrul, izbutind să uite tot ce a fost învățat și redescoperind arta dramatică, iar în prezent joacă pe scena unui teatru experimental unde poate interpreta rolurile așa cum și le imaginează.
Ieronim afirmă că a descoperit sensul și funcția spectacolului: „Pentru mine, realitatea este adevărul total, adică ceea ce ne este dat să cunoaștem numai după moarte. Dar arta, și în special teatrul, spectacolul, ne revelează acest adevăr în tot ce se întâmplă în jurul nostru, și mai ales în tot ce ne putem imagina că se întâmplă. În fond, teatrul, ca și filozofia, este o pregătire pentru moarte. Cu deosebirea, pentru mine capitală, că spectacolul anticipează revelația morții, pentru că îți arată toate acestea aici, pe pământ, în viața de toate zilele...”. Personajul pledează pentru o înnoire a teatrului și o regândire a organizării societății. Spre deosebire de el, maestrul Antim reduce înțelegerea la exercițiul rațiunii, ca la șah, după cum îi reproșează Ieronim: „Dar știi foarte bine că nici arta, nici viața nu pot fi înțelese numai prin rațiune. Orice se întâmplă în jurul nostru ar putea camufla un mister, așadar o revelație decisivă, un adevăr cutremurător”.
Personajul este purtător al unei taine pe care i-o încredințase generăleasa Calomfir pe patul de moarte, dar pe care n-o poate dezvălui celorlalți decât prin parabole, legende și anecdote. Misterul sacru este astfel camuflat în povești enigmatice pe care puțini le pot descifra, înțelesurile adânci fiind ascunse în spatele întâmplărilor banale. Spectacolele de teatru pot aduce spectatorii într-o stare spirituală care să-i poată face capabili să recunoască miturile.
Oglinda este un element de decor ce reprezintă un pasaj de trecere către o lume sacră, inaccesibilă oamenilor obișnuiți. Ea este acoperită în majoritatea timpului cu o draperie semnificând neputința profanului de a avea acces la sacru. Imaginile pe care ea le dezvăluie sunt profunzimi sacre ce-i transfigurează pe cei ce pot trăi contactul cu spațiul mitic și timpul primordial („nu erau fraze și cuvinte de copil, cât ar fi fost el de precoce, ci parcă ar fi vorbit altcineva prin tine, vreun semizeu sau erou mitologic, sau unul din personajele acelea fabuloase care pretindeai că-ți erau prieteni și cu care te întâlneai când voiai și unde voiai, nu numai în oglindă...”).

### Simbolismul personajului Antim
Criticul literar Angelo Mitchievici a împărțit personajele lui Mircea Eliade în trei tipuri, în funcție de nivelul de cunoaștere sau de inițiere la care au acces:
- o elită care se pregătește să părăsească existența profană, terestră, maeștri de inițiere precum Andronic din „Șarpele” (1937), doctorii Honigberger și Zerlendi din „Secretul doctorului Honigberger” (1940) sau profesorul Fărâmă din „Pe strada Mântuleasa...”;
- personaje în curs de inițiere care și-au ratat existența în spațiul profan, marcată de unele confuzii, rătăciri și defazaje temporale, și urmează să se împlinească într-un spațiu transcendent, precum profesorul Gavrilescu din „La țigănci” (1959), Ștefan Viziru din Noaptea de Sânziene, Antim din „Uniforme de general” (1971), profesorul Dominic Matei din „Tinerețe fără tinerețe” (1976); și
- personaje complet opace care se află cu totul în spațiul profan precum detectivii francezi din „La umbra unui crin” sau anchetatorii profesorului Fărâmă din „Pe strada Mântuleasa...”.

Violoncelistul Antim din această nuvelă este artistul ratat, conștient că a trădat idealul artistic. Pasionat de entomologie încă din adolescență (la fel ca și Eliade), el a citit pe la vârsta de 14–15 ani o povestire stranie care i-a schimbat viața, dar al cărei final nu și-l mai amintea. Era vorba de un faimos saltimbanc din Evul Mediu care a descoperit că arta fusese inventată în timpurile mitice pentru a-i distra pe zei și a înțeles că și-a trădat adevărata vocație, suferind o cădere și ajungând să-i distreze pe oameni. Este părăsit de logodnică după ce-i destăinuiește descoperirea lui. Având o revelație, Antim renunță la entomologie și devine artist, iar situația se repetă în cazul său: este părăsit de trei logodnice la scurtă vreme după ce le spune povestea. Arta îl transformă într-un erou tragic. Generăleasa Calomfir, care este potrivit lui Eugen Simion „singurul personaj teribil într-o lume sortită dispariției”, consideră că vina îi aparține personajului din poveste (respectiv lui Antim), care își părăsește logodnica și își cauzează astfel propria nefericire. El privește în sus, înspre Cer, în loc să privească către oamenii din jurul său.
Personajul trăiește o stare de melancolie cauzată de ratarea întâlnirii cu sacrul și este cuprins de obsesia morții. În finalul nuvelei, el este răpit într-o lumină escatologică de una din logodnicele sale, care-l părăsise mai demult atunci când aflase că și-a trădat vocația artistică, și dus într-o enormă sală de concerte de unde se înalță pe o scară fără sfârșit. Antim se oprește însă din drumul spre Cer, iar logodnica necunoscută dispare fără urmă.

### Localizarea acțiunii
Bucureștiul, locul acțiunii din „Uniforme de general”, este centrul inițiatic al literaturii lui Mircea Eliade: „un oraș plin de semne, epifanii, un oraș inițiatic cu străzi care ascund mistere vechi și indivizi care poartă cu ei, fără să știe, mituri”.
Casa generalului Calomfir a fost localizată de criticul literar Andreea Răsuceanu undeva pe strada Popa Soare sau pe strada Mântuleasa, deoarece se spune că locuitorii casei au alergat în timpul unui bombardament spre adăpostul antiaerian din capătul străzii, colț cu strada Popa Nan, străbătând probabil strada Plantelor. Clădirea a fost șubrezită de bombardamentele din timpul celui de-al Doilea Război Mondial și ajunsese în anii '50 o casă pe jumătate ruinată, „pustie, cu mai toate ferestrele sparte, lipite cu jurnale sau acoperite cu cartoane, și în care aproape nici o ușă nu se închidea bine”. Mobilierul fusese vândut, ferestrele fuseseră acoperite cu scânduri, draperiile erau decolorate și zdrențuite, iar instalațiile electrice începuseră să nu mai funcționeze.
Trecerea timpului și moartea pe rând a aproape tuturor celor care au locuit acolo au dus la părăsirea clădirii ce a rămas doar o relicvă ruinată a unei lumi apuse, bântuită de duhurile foștilor locuitori, blestemați să cutreiere la nesfârșit locurile unde au trăit. Casa începe să se antropomorfizeze și scoate sunete sinistre: podelele scârțâie, ușile înțepenite gem, vântul suflă sinistru prin găurile apărute în acoperiș, se aude de peste tot „un geamăt surd, ca un suspin prelungit peste măsură, și apoi brusc sugrumat (...) urmat de un gâfâit scurt, speriat, ca și cum cineva ar fi trecut repede pe lângă ei și s-ar fi îndreptat grăbit spre ușa podului”, precum și „altfel de zgomote, mai puternice, parcă cineva ar fi înaintat anevoie pe podeaua veche și șubredă, trăgând după el un sac cu lemne și uscături”, iar lada de zestre, pe care o deschid cei doi, scoate niște scârțâituri metalice. Zgomotele ar proveni, potrivit lui Ieronim, de la fantomele a doi foști locuitori: Veronica și moș Vasile Chelaru, a căror trecere rămâne ascunsă celor care nu cred în existența lor de „sărmane duhuri, blestemate să cutreiere podul casei Calomfir”.

## Aprecieri critice
Nuvela „Uniforme de general” a avut parte de mai puține interpretări critice decât alte nuvele ale lui Eliade, printre cei care au analizat-o aflându-se Eugen Simion (în postfața „Nuvelele textului mitic”, la vol. Mircea Eliade, În curte la Dionis, Ed. Cartea Românească, București, 1981), Nicolae Manolescu („Sărbătoarea povestirii”, în România literară, anul XIV, nr. 31, joi 30 iulie 1981, p. 9) și Ioan Petru Culianu (în vol. Studii românești. Vol. I: Fantasmele nihilismului. Secretul doctorului Eliade, ed. a II-a, Ed. Polirom, Iași, 2006).
Scrierile fantastice ale lui Mircea Eliade sunt împărțite de eseistul și istoricul religiilor Ioan Petru Culianu în două categorii în funcție de raportarea personajului principal la întâlnirea cu sacrul. Majoritatea narațiunilor lui Eliade prezintă o întâlnire pasivă, nedeliberată, cu sacrul, această experiență fiind etichetată drept „chemare”. Spre deosebire de acestea, cele trei scrieri („Uniforme de general”, „Incognito la Buchenwald...” și Nouăsprezece trandafiri) care formează un ciclu, al cărui personaj principal este Ieronim Thanase, au ca subiect căutarea deliberată a unei întâlniri decisive cu sacrul, adică o evadare din condiționarea istorică ce a fost denumită „zen românesc”. În opinia lui Culianu, lumea și istoria sunt percepute de Eliade doar ca „un camuflaj al unei realități străine, care poate irupe uneori în viața cotidiană”.
Academicianul Eugen Simion considera că această nuvelă prezintă ideea lui Eliade despre funcția spectacolului, având o narațiune plină de simboluri care atribuie sensuri mitice unor elemente comune precum podul, noaptea sau întunericul.

## Traduceri
Nuvela „Uniforme de general” a fost tradusă în mai multe limbi străine: germană („Generalsuniformen”, în vol. Bei den Zigeunerinnen: Phantastische Geschichten, Suhrkamp, Frankfurt am Main, 1980; traducere de Edith Silbermann), franceză („Uniformes de général”, în vol. Uniformes de général, Gallimard, Paris, 1981; traducere de Alain Paruit), spaniolă („Uniformes de general”, în vol. Relatos fantásticos, Editorial Kairós, Barcelona, 1999; traducere de Joaquín Garrigós Bueno),
- cehă („Generálské uniformy”, în vol. Hádání z kamenů, Editura Argo, Praga, 2000; traducere de Jiří Našinec),[45][46]
- rusă („Генеральские мундиры”, în vol. Генеральские мундиры, Editura Nika-Țentr, Kiev, 2000; traducere de N.A. Stratanovskaia),[45][47]
- japoneză („Shōgun no fuku”, în vol. Eriāde gensō shōsetsu zenshū, vol. 2 (1959-1971), Sakuhinsha, Chiyoda, Tokyo, 2004; traducere de Haruya Sumiya),[48][49]
- maghiară („Tábornoki egyenruhák”, în vol. Dionüszosz kertjében, Editura Metropolis Media, Budapesta, 2013; traducere de Attila Joó).

## Adaptări

### Teatru TV
Nuvela a fost ecranizată de către TVR într-o piesă de teatru TV regizată de Constantin Dicu și difuzată la 11 noiembrie 1996.

### Film
Filmul Eu sunt Adam! (1996) a fost inspirat din proza fantastică a lui Mircea Eliade, mai precis din nuvelele „Pe strada Mântuleasa...”, „La țigănci” și „Uniforme de general”. Cineastul Dan Pița (scenaristul și regizorul acestui film) a plecat de la ideea că toate cele trei nuvele au un personaj comun: profesorul. Este vorba de profesorul de pian Gavrilescu din nuvela „La țigănci”, profesorul de violoncel Antim din nuvela „Uniforme de general” și profesorul Fărâmă din nuvela „Pe strada Mântuleasa”, fiecare dintre ei fiind obsedați de trecut și victime ale propriei lor identități.
Personajul principal al filmului este un profesor de muzică de la o școală primară de pe strada Mântuleasa (interpretat de Ștefan Iordache) care a fost arestat în anii '50 ai secolului al XX-lea de către Securitate și anchetat timp de 12 ani până la pierderea identității; pentru a-și amâna sentința el inventează tot felul de povești stranii, unele reale și altele imaginare. Filmul are o durată de 108 minute și începe cu o secvență inspirată din nuvela „Uniforme de general” în care profesorul Adam, ce sosise neașteptat acasă alături de eleva Maria Da Maria (Alina Chivulescu), își surprinde nepotul Ieronim (Mihai Călin) în timp ce căuta în podul casei, alături de elevul Vladimir, două uniforme de general. Generăleasa Calomfir apare în unele flashback-uri, folosind puterea miraculoasă a nepotului ei pentru a face să apară în oglinzile din salon personaje din alte vremuri.
Criticul Călin Căliman considera acest film ca fiind „cel mai ambițios proiect estetic” al lui Dan Pița, o ecranizare „ambițioasă, riscantă și dificilă” a scrierilor lui Mircea Eliade. În opinia sa, filmul lui Dan Pița prezintă încercarea disperată a intelectualului ce trăiește într-o epocă totalitară și absurdă de a-și regăsi identitatea pierdută, proces în care se rătăcește atât de mult în propriul trecut încât pierde orice legătură cu prezentul. Criticul de film Călin Stănculescu a formulat o opinie mai vehementă, afirmând că Eu sunt Adam! este „cvasiinutil, ineficient ca abordare a literaturii lui Mircea Eliade și minor ca demers cinematografic”.

## Legături externe
- en  Istoria publicării lucrării Uniforme de general la Internet Speculative Fiction Database